# 김포선
김포선(金浦線)은 경기도 부천시 심곡동 부천역과 서울특별시 강서구 오쇠동 김포역 간을 이었던 철도 노선이다.

## 노선 정보
- 총 연장 : 9.2km
- 역 수 : 3개

## 개요
김포선은 김포공항의 군수물자와 유류수송을 위해 주한 미군에 의해 1951년에 전용선으로 건설되었다. 한때는 여객영업도 이루어졌으나, 1980년에 김포공항의 유류 수송을 도로 교통에 맡기게 되면서 필요성이 사라져 폐선되었다.
현재 선로가 있던 곳은 대부분 도로가 되었는데, 심곡고가에서 계남고등학교까지 이어지는 심중로(구 산우물로) 도로와 부천체육관 ~ 부천테크노파크 ~ 부천쌍용테크노파크 ~ 석천로398번길(신흥로441번길) ~ 한국화장품삼거리 ~ 경인고속도로 부천 나들목 동측 굴다리 ~ 오정로 도로 구간이 김포선 흔적이다.

## 역 목록
| 역명 | 로마자 역명 | 한자 역명 | 접속 노선                    | 역간 거리 | 영업 거리 | 소재지     | 소재지 | 소재지 |
| ---- | ----------- | --------- | ---------------------------- | --------- | --------- | ---------- | ------ | ------ |
| 부천 | Bucheon     | 富川      | 경인선 (● 수도권 전철 1호선) | 0.0       | 0.0       | 경기도     | 부천시 |        |
| 약대 | Yakdae      | 若大      |                              |           |           | 경기도     | 부천시 |        |
| 김포 | Gimpo       | 金浦      |                              | 9.2       | 9.2       | 서울특별시 | 강서구 | 강서구 |

## 연혁
- 1951년 8월 20일 : 노선 개통
- 1980년 7월 1일 : 김포역 폐역[4]
- 1980년 8월 10일 : 폐선